# Siêu cúp bóng đá Mauritanie
Siêu cúp bóng đá Mauritanie là giải đấu bóng đá ở Mauritanie, tổ chức thành trận đấu giữa đội vô địch của Giải bóng đá hạng nhất quốc gia Mauritanie và của Cúp bóng đá Mauritanie. Mùa giải đầu tiên được tổ chức năm 2003.

## Đội vô địch
| Năm  | Vô địch          | Tỉ số         | Á quân            | Địa điểm                    |
| ---- | ---------------- | ------------- | ----------------- | --------------------------- |
| 2003 | ASC Nasr         | 2 – 1         | ASC Entente       | Stade Olympique, Nouakchott |
| 2010 | FC Tevragh-Zeina | 3 – 1         | CF Cansado        | Stade Olympique, Nouakchott |
| 2011 | FC Nouadhibou    | 2 – 0         | ASC Tevragh-Zeïne | Stade Olympique, Nouakchott |
| 2012 | ASAC Concorde    | 2 – 1         | ASC Tevragh-Zeïne | Stade Olympique, Nouakchott |
| 2013 | FC Nouadhibou    | 2 – 0         | ASC Nasr Zem Zem  | Stade Olympique, Nouakchott |
| 2014 | ACS Ksar         | 1 – 0         | FC Nouadhibou     | Stade Olympique, Nouakchott |
| 2015 | FC Tevragh-Zeina | 1 – 1 5–4 (p) | ACS Ksar          | Stade Municipal, Nouadhibou |
| 2016 | FC Tevragh-Zeina | 6 – 0         | ASAC Concorde     | Stade Olympique, Nouakchott |
| 2017 | ASAC Concorde    | 2 – 2 4–3 (p) | FC Nouadhibou     | Stade Municipal, Kaédi      |

## Tranh cãi Siêu cúp 2015
Vào tháng 11 năm 2015, Mohamed Ould Abdel Aziz, Tổng thống Mauritanie, được cho là đã ra lệnh cho trận đấu Siêu cúp Mauritanie 2015 vào loạt đá luân lưu với tỉ số hòa 1–1 vì ông cảm thấy chán với trận đấu. Liên đoàn bóng đá Mauritanie phủ định tuyên bố về sự liên quan của tổng thống, thay vào đó nói rằng quyết định được đưa ra vì "vấn đề tổ chức", liên quan đến tổng thống và huấn luyện viên của cả hai đội.